# Bulbophyllum napellii
Bulbophyllum napellii là một loài phong lan thuộc chi Bulbophyllum.

## Hình ảnh

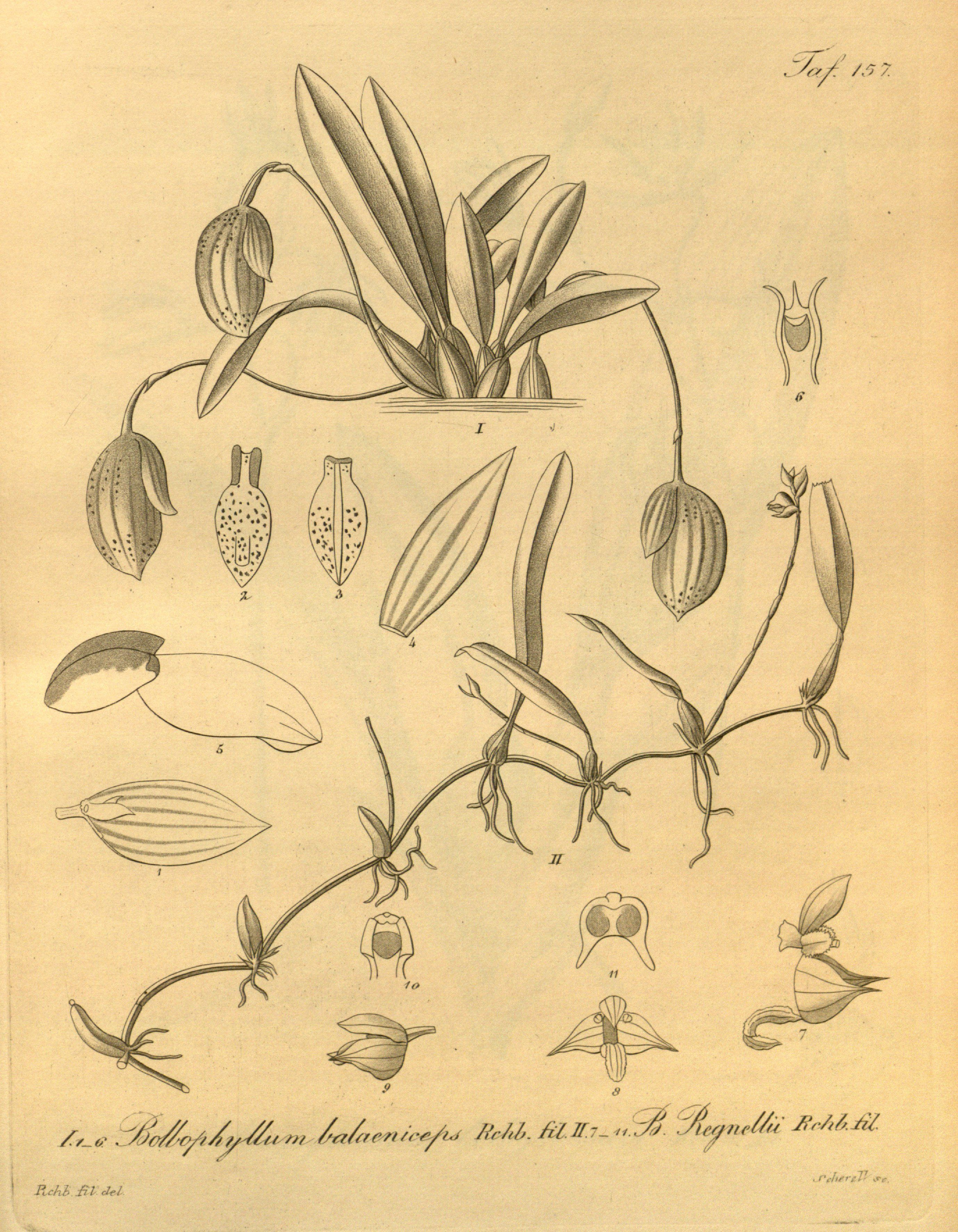